# Resolutie 197 Veiligheidsraad Verenigde Naties
Resolutie 197 van de Veiligheidsraad van de Verenigde Naties werd als tweede van twee VN-Veiligheidsraadresoluties
unaniem aangenomen op 30 oktober 1964.

## Inhoud
De Veiligheidsraad had de aanvraag van de Republiek Zambia voor toetreding tot de VN bestudeerd, en beval de Algemene Vergadering aan om Zambia toe te laten tot de Verenigde Naties.

## Verwante resoluties
- Resolutie 195 Veiligheidsraad Verenigde Naties (Malawi)
- Resolutie 196 Veiligheidsraad Verenigde Naties (Malta)
- Resolutie 200 Veiligheidsraad Verenigde Naties (Gambia)
- Resolutie 212 Veiligheidsraad Verenigde Naties (Maladiven)

Lijst ·  186 ·  187 ·  188 ·  189 ·  190 ·  191 ·  192 ·  193 ·  194 ·  195 ·  196 ·  197 ·  198 ·  199